# Innviertler Heimatblatt
Das Innviertler Heimatblatt war eine österreichische Wochenzeitung mit nationalsozialistischer Ausrichtung, die zwischen 1938 und 1945 in Ried im Innkreis und Linz erschien. Sie führte den Nebentitel Parteiamtliches Blatt der NSDAP, der 1939 auf Parteiamtliches Blatt der NSDAP für das Innviertel und 1942 auf Amtliche Wochenzeitung der NSDAP für das Innviertel, Ried, Innkreis geändert wurde. Die Zeitung kam im NS-Gauverlag Oberdonau heraus, Redakteure waren Harald Schreiner, Hans Peham, Felix Scherr und H. Jungreuthmayer. Im Jahr 1938 ging das Rieder Heimatblatt in ihr auf, 1939 die Innviertler Nachrichten und das Schärdinger Wochenblatt. Als Beilage erschien die Ostmark-Woche. Vorgänger der Zeitung waren die Rieder Nachrichten und die Innviertler Zeitung. Ihr Nachfolger war ab 1945 die Innviertler Volkszeitung.